# Bucculatrix vetustella
Bucculatrix vetustella är en fjärilsart som beskrevs av Henry Tibbats Stainton 1846. Bucculatrix vetustella ingår i släktet Bucculatrix och familjen kronmalar. Inga underarter finns listade i Catalogue of Life.